# Pierwiosnek omączony

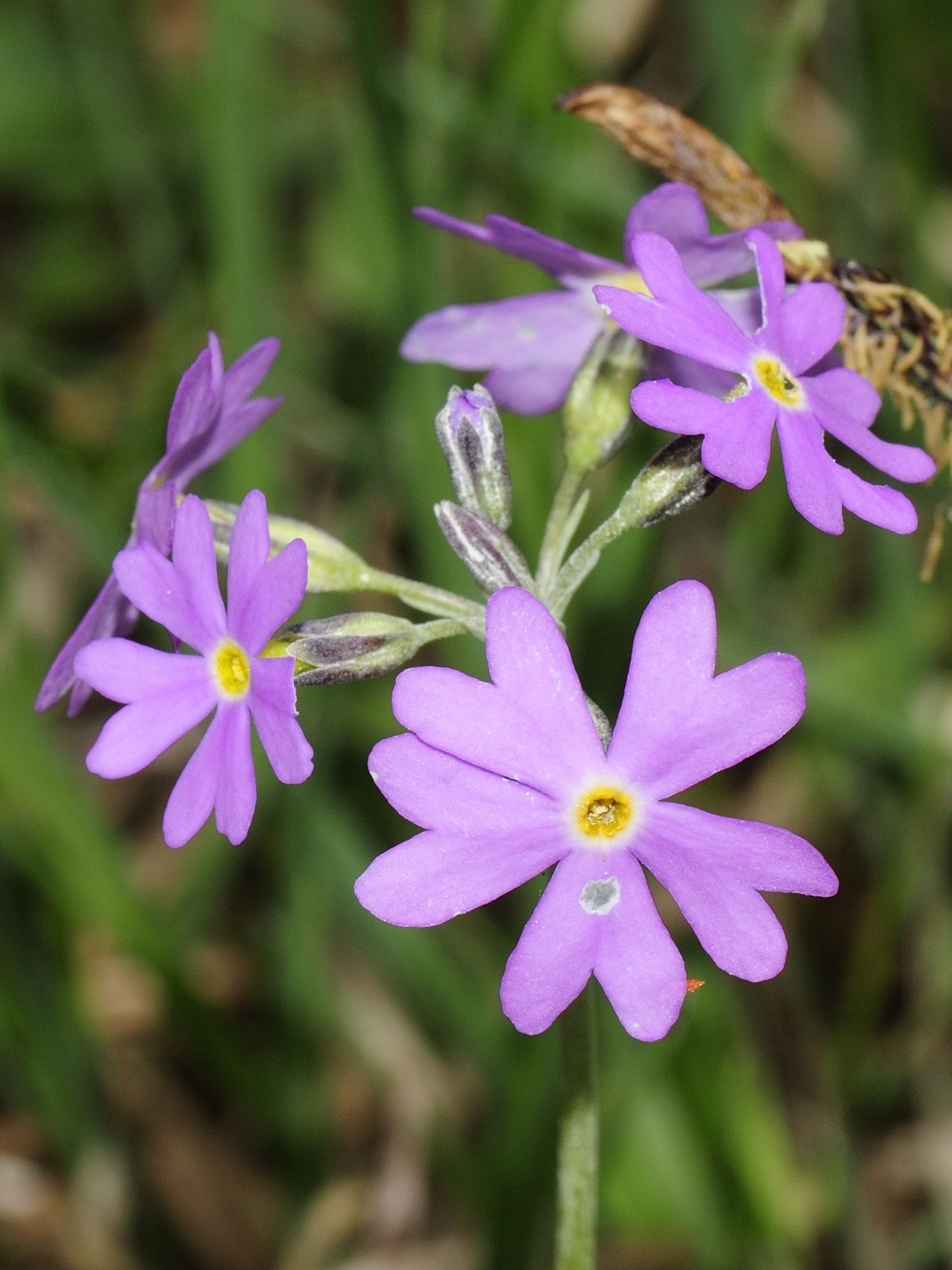
Kwiatostan pierwiosnka omączonego.

Pierwiosnek omączony, pierwiosnka omączona (Primula farinosa L.) – gatunek rośliny wieloletniej należący do rodziny pierwiosnkowatych. Jego zasięg występowania obejmuje rozległe połacie Eurazji, jednak stanowiska w jego obrębie ma zwykle rozproszone. Na wielu obszarach gatunek jest skrajnie rzadki lub wyginął. Rośnie na pastwiskach, wilgotnych łąkach, torfowiskach i źródliskach. W Polsce gatunek objęty jest ochroną prawną. Dawniej podawany był w Polsce w sumie na dziewięciu stanowiskach, jednak na wszystkich wyginął. W 2008 roku wymieniony został jako utrzymujący się tylko w jednym miejscu – na stokach Radziejowej w Beskidzie Sądeckim. Pierwiosnek omączony bywa uprawiany jako roślina ozdobna rabatowa i w ogrodach skalnych. Zalecany jest do masowego rozmnażania w szkółkach bylinowych, m.in. ze względu na łatwość namnażania. 

## Rozmieszczenie geograficzne
Występuje w stanie naturalnym w Europie i w Azji. W dawnym, szerokim ujęciu systematycznym gatunek podawany był także z gór Ameryki Północnej i Południowej, gdzie współcześnie wyróżnia się jednak odrębne gatunki.
Zasięg gatunku jest mocno porozrywany, z rozległymi dysjunkcjami między niewielkimi obszarami częstszego występowania. Najczęściej spotykany jest w górach Europy Południowej (Pireneje i Alpy, gdzie rośnie do wysokości 2900 m n.p.m.) i z tego powodu, a także z powodu obecności na rozproszonych stanowiskach w Arktyce oraz górach Azji (m.in. Ałtaj i Tienszan), uznawany bywa we florze za element arktyczno-alpejski. Stwierdzony został nawet na wybrzeżu północnej wyspy Nowej Ziemi (70° N). W warunkach Europy Środkowej jest określany jednak także jako gatunek suboceaniczny – z liczniejszymi stanowiskami w południowej Skandynawii i na wschodnich wybrzeżach Bałtyku. Tu też wyraźnie preferuje siedliska nizinne. Silnie rozczłonkowany zasięg gatunku interpretowany jest jako skutek zmian warunków środowiskowych postępujących od ostatniego zlodowacenia, pod koniec którego gatunek był najszerzej rozprzestrzeniony. W niektórych ujęciach pierwiosnki rosnące na dalekiej północy stanowią odrębne gatunki – Primula scandinavica i Primula stricta.
W Polsce jest to gatunek bardzo rzadki. Dawniej podawany był z 9 stanowisk, jednak na wszystkich wyginął. W 2008 wymieniony został jako utrzymujący się tylko na jednym stanowisku – na stokach Radziejowej w Beskidzie Sądeckim (na wysokości około 800 m n.p.m.).

## Morfologia

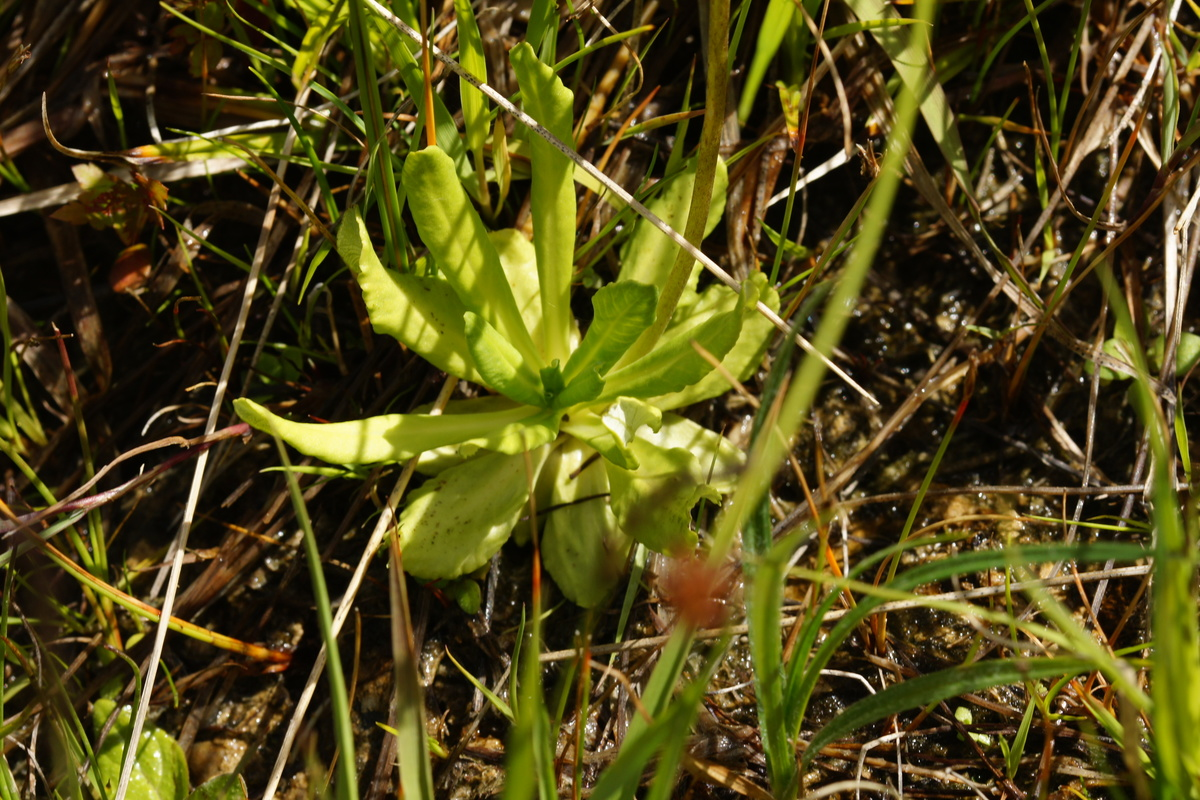
Rozeta liściowa pierwiosnka omączonego

PokrójHemikryptofit z gęstą różyczką liściową i głąbikiem różnej wysokości – krótkim do 3 cm i grubym albo cienkim i osiągającym do 20 cm lub rzadko nawet więcej (do 30 cm). Zarówno głąbik jak i liście są pokryte nielicznymi, jednokomórkowymi włoskami gruczołowymi. Młody głąbik jest także omączony w całości. Z czasem omączony jest tylko w górnej części, poza tym omączenie obecne jest na szypułkach, przysadkach, kielichu i liściach od spodu.
System korzeniowyW postaci gęstej wiązki korzeni przybyszowych, słabo rozgałęzionych, o średnicy u nasady ok. 2 mm, dalej ok. 1 mm. Wyrastają z nasady pędu początkowo prostopadle do niego, w pewnej odległości kierują się w dół.
LiścieSkupione w różyczkę liściową. Są nieco mięsiste, ale miękkie. Długości od 1 do 5 cm, rzadko do 10 cm i szerokie do 2–3 cm. Odwrotnie jajowatopodługowate do eliptycznych, o nasadzie klinowato zwężonej, na szczycie tępe lub słabo zaostrzone. Blaszka liściowa jest wyraźnie lub słabo ząbkowana, a nawet całobrzega. Liście w pączku są podwinięte ku dołowi. Z wyraźną żyłką główną i brakiem siatki żyłek (słabo pomarszczone). Dojrzałe liście nagie, z wierzchu zielone, na spodniej stronie żółtawo lub białawo omączone. Młode liście omączone są z obu stron.
KwiatyZebrane w liczbie od kilku do 15, czasem nawet do 30 w baldaszek na szczycie głąbika. Często nie wszystkie pąki kwiatowe się rozwijają. Kwiaty osadzone są na szypułkach długości ok. 5 mm. U ich nasady wyrastają wąskolancetowate przysadki, o długości od 2 do 8 mm i workowato rozdętej nasadzie. Młode listki okwiatu są elastyczne, podczas owocowania jednak sztywnieją. Kielich zrosłodziałkowy jest walcowaty i pięciokanciasty o średnicy 2 mm i długości do 6 mm, omączony od wewnątrz i od zewnątrz. Ząbki na szczycie tępe, rzadziej zaostrzone, często ciemniejsze u góry – zaczerwienione lub czarne, sięgają do połowy długości rurki kielicha lub są krótsze. Korona kwiatu jest pięciopłatkowa, różowoliliowa, czasem ciemniejsza – czerwona, albo bardziej niebieskawa lub biała, płasko rozpostarta, o średnicy 10–16 mm. U nasady płatki są zrośnięte w rurkę o długości 5–8 mm, barwy żółto-zielonej. W górnej części są odwrotnie sercowato wycięte do połowy długości. Przy wlocie do gardzieli znajdują się żółte osklepki. Występuje różnosłupkowość – u jednych roślin pręciki sięgają górnej części rurki korony, a słupek sięga tylko do połowy jej długości, u innych jest odwrotnie – pręciki są krótsze, a słupek dłuższy.
OwoceCylindryczne torebki wyrastające ponad kielich (o długości do 9 mm), początkowo zielone i omączone, z czasem brązowiejące. Osadzone są na szypułce wydłużającej się w trakcie owocowania. Dojrzałe otwierają się na szczycie 5 tępymi, trójkątnymi klapkami o długości 1 mm. Nasiona są drobne i liczne, o średnicy 0,5 mm do 1,2 mm i długości do 1,8 mm. Mają kształt niewyraźnie groniasty i są drobno brodawkowate.
Gatunki podobnePodczas kwitnienia gatunek bardzo charakterystyczny i trudny do pomylenia. Jednak bez kwiatów łatwo o pomyłkę z pospolitym na górskich łąkach pierwiosnkiem wyniosłym.

## Biologia
Bylina, hemikryptofit. Kwitnie od maja do września, rozprzestrzenia się za pomocą nasion, a na stanowiskach utrzymuje się także dzięki rozmnażaniu wegetatywnemu. Liczba chromosomów 2n = 18, przy czym z Gotlandii podawano także autotetraploida o liczbie 2n=36. W obrębie gatunku zidentyfikowano 5 haplotypów różniących się nieznacznie, tylko z kilkoma przypadkami polimorficznych nukleotydów.

### Rozwój
Pierwiosnek omączony jest rośliną wieloletnią, o wolnej wymianie osobników w populacji. Roślina jest hemikryptofitem – zimuje w postaci rozety, czasem z bulwkami rozet potomnych u nasady. U starszych roślin z czasem pod rozetą liści tworzy się walec martwych szczątków nasad liści i korzeni.
Po wysianiu nasiona kiełkują w tym samym roku, w którym powstały, lub w roku następnym. Z kiełkującego nasiona wyrasta pionowo w dół korzeń pierwotny oraz wzniesiony zawiązek pędu zwieńczony parą jajowatych liścieni. Następnie wraz z rosnącymi kolejno liśćmi rozwija się system korzeni przybyszowych wyrastających w ich kątach. Korzenie te rosną początkowo poziomo, po czym kierują się w głąb ziemi. Rozwijające się sukcesywnie, coraz większe liście przesłaniają starsze, niżej rosnące, które w efekcie marnieją, żółkną i obumierają zostawiając włóknistą otoczkę u nasady rozety. W kątach liści znajdują się pąki śpiące, z których rozwijają się w ciągu sezonu wegetacyjnego potomne rozety wegetatywne i głąbiki zwieńczone kwiatostanami. Potomna rozeta wegetatywna staje się niezależna od rośliny macierzystej po obumarciu wspierającego ją liścia. Najsilniejszy rozwój rośliny osiągają w sierpniu, kiedy mają najwięcej liści i wytworzyć mogą do tego czasu do 10 rozet potomnych. Z pąków bocznych rozwijają się także zimujące bulwki, tworzące rozety potomne wiosną. Od września liście letnie zaczynają sukcesywnie zamierać i do listopada marnieją zupełnie. Tworzy się wówczas pąk zimujący gęsto otulony silnie omączonymi liśćmi zimującymi. Liście te są jasnozielone, mają szeroką nasadę (do 6 mm, podczas gdy letnie ok. 1 mm), na końcach są podwinięte.
KwitnieniePrzystąpienie rośliny do kwitnienia uzależnione jest od warunków w poprzednim sezonie wegetacyjnym: jeśli nie były odpowiednie, roślina trwa w fazie wegetatywnej. Jeśli warunki były optymalne – kwitnienie jest obfite. Pąki kwiatowe pojawiają się w kwietniu i głąbiki wznoszą się w maju. Kwitnienie rozpoczyna się od połowy maja i trwać może do września, z największym nasileniem w miesiącach maj–czerwiec. W tym samym czasie, od lipca począwszy, na jednej roślinie mogą dojrzewać owoce z wcześniejszego okresu kwitnienia jak i rozwijać się głąbiki z nowymi kwiatami. Kwiaty są bezwonne i różnosłupkowe, co w zasadzie wyklucza ich samozapylenie. Zapylane są najprawdopodobniej przez bzygowate (Syrphidae), bujankowate (Bombyliidae), motyle dzienne (często obserwowany jest przy kwiatach powszelatek malwowiec) oraz pszczoły (zwłaszcza Osmia bicolor).
Rozsiewanie nasionNasiona rozsiewane są mechanicznie w wyniku potrząśnięcia głąbikiem – wypadają przez otwierające się w szczytowej części torebki albo wysypują się z torebek po zwiędnięciu głąbika i rozpadzie owoców. Czasem nasiona zimują we wzniesionych głąbikach. Wielkość produkcji nasion jest bardzo różna u różnych roślin (różnią się także znacznie pod tym względem różne populacje i te same rośliny w kolejnych latach). W jednej torebce stwierdzano od 43 do 111 nasion, a liczba torebek na jednym głąbiku zmienia się od 2 do 15. Mimo że drobne rozmiary nasion i wzniesienie głąbików sugeruje udział wiatru w rozsiewaniu (w niektórych źródłach wskazany jako kluczowy mechanizm dyspersji), w istocie głównym środkiem transportu nasion jest woda, zarówno krople deszczu jak i woda płynąca na powierzchni gruntu.

### Cechy fitochemiczne
Podobnie jak inne pierwiosnki, także ten gatunek z powodu obecności saponiny o nazwie primulina może wywoływać dermatozy. Omączenie tworzą nierozpuszczalne w wodzie związki należące do flawonoidów i najprawdopodobniej pełnią funkcje zabezpieczające roślinę przed promieniowaniem UV oraz patogenami.

## Ekologia

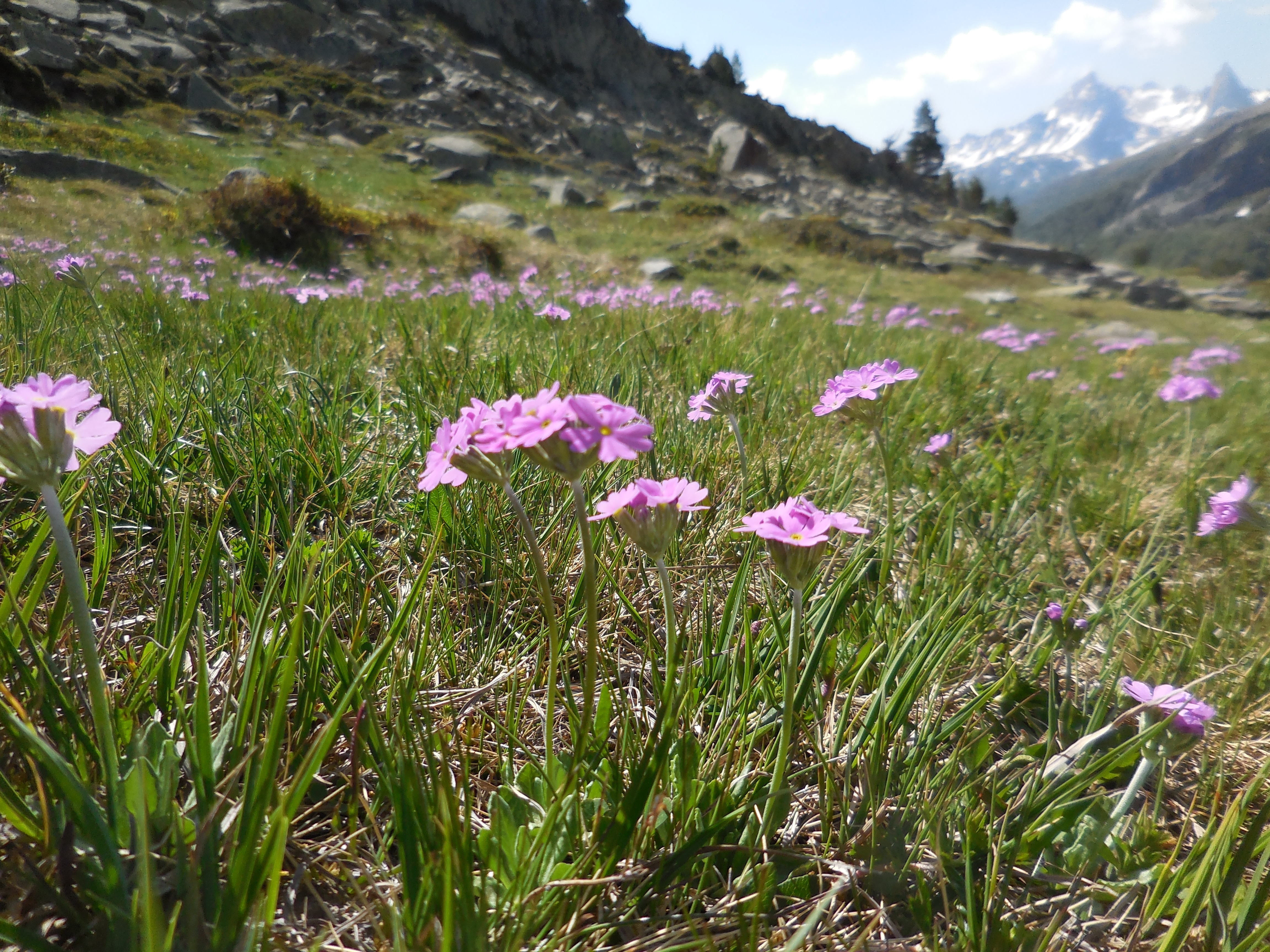
Pierwiosnek omączony w Alpach

### Siedlisko
Rośnie na terenach bezdrzewnych, zwłaszcza na podłożu wapiennym, na eutroficznych torfowiskach soligenicznych. Rozwija się zwykle na mikrosiedliskach o przerwanej pokrywie roślinnej, np. na krawędziach erodowanych trawertynów w kompleksach źródliskowych i kęp powstających w podmokłym gruncie w wyniku wydeptywania go przez wypasane bydło. Kiełkuje też i rozwija się z powodzeniem na darni mszystej. Zasiedla zarówno podmokłe pastwiska równinne, jak i stoki wzniesień, przy czym w takich przypadkach skupia się przy brzegach strumieni. Zwykle spotykany jest przy tym na stokach o ekspozycji północnej, niemal nigdy zaś południowej. W Polsce na jedynym stanowisku  w Beskidzie Sądeckim rośnie na górskiej młace.
Mimo że zazwyczaj notowany jest na terenach podmokłych – zasiedla także świeże murawy i pastwiska. Uznawany jest za gatunek wskaźnikowy gleb bogatych w wapń, jednak nie ogranicza się wyłącznie do takich siedlisk. Rośnie na płytkich glebach kształtujących się na skałach wapiennych, ale także na glinach i torfach. Notowany jest także ze stanowisk na glebach kwaśnych, gdzie rośnie w towarzystwie takich roślin acydofilnych jak turzyca pospolita (Carex nigra) i ukwap dwupienny (Antennaria dioica).

### Fitosocjologia

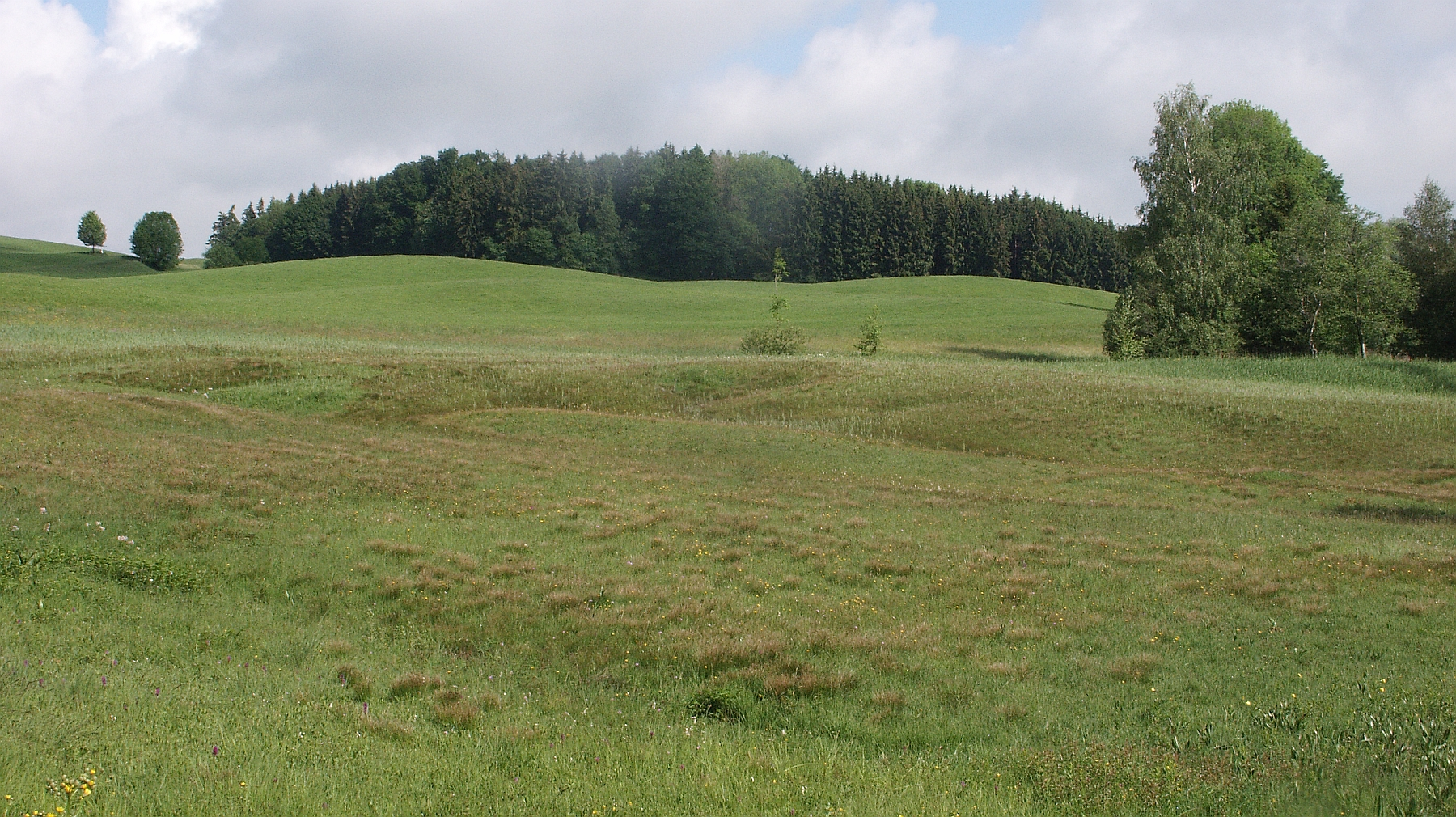
Zespół roślinny pierwiosnka omączonego i marzycy rudej na wiszącym torfowisku źródliskowym w Górnej Szwabii

W klasyfikacji zbiorowisk roślinnych Europy Środkowej gatunek charakterystyczny dla O/All. Caricetalia davalianae. Na Wyspach Brytyjskich rośnie najczęściej w trzech typach zbiorowisk roślinnych. Na pastwiskach, zgryzanych zwykle przez owce,  kształtujących się na płytkich i wilgotnych glebach nawapiennych występuje w zbiorowisku Sesleria albicans-Galium sterneri. Poza gatunkami typowymi dla zbiorowiska rosną w towarzystwie pierwiosnka omszonego zazwyczaj: drżączka średnia Briza media, dzwonek okrągłolistny Campanula rotundifolia, turzyca sina Carex flacca i prosowata C. panicea, kostrzewa owcza Festuca ovina, posłonek rozesłany Helianthemum nummularium. Rośnie poza tym na torfowiskach soligenicznych w zbiorowiskach Carex dioica-Pinguicula vulgaris. Kształtują się one na płytkim torfie lub na glebie mineralnej w miejscach wypływu wód bogatych w węglan wapnia lub oligotroficznych. Dominują tu niskie turzyce: dwupienna Carex dioica, Hosta C. hostiana, łuszczkowata C. lepidocarpa, prosowata C. panicea, pchla C. pulicaris, poza tym m.in. wełnianka wąskolistna Eriophorum angustifolium i sit członowaty Juncus articulatus. Rzadko pierwiosnek omączony rozwija się w zbiorowisku trzęślicy modrej i pępawy błotnej Molinia caerulea–Crepis paludosa.
W Alpach Primula farinosa jest gatunkiem charakterystycznym dla rozwijającego się w miejscach podmokłych na skałach wapiennych zespołu Primulo-Schoenetum, w którym współwystępuje z kosatką kielichową Tofieldia calyculata. Na glebach wapiennych, ale w miejscach suchych, pierwiosnek omączony rośnie w zespołach Caricetum firmae i Seslerio-Sempervirentetum. W Austrii znajdowany jest w zbiorowiskach Schoenetum ferruginei, Eleocharitetum pauciflorae i Astero bellidiastro-Saxifragetum mutatae. W Estonii wymieniany był w zbiorowiskach:  Carex goodenowii-Carex panicea, Sesleria caerulea-Primula farinosa, Carex hornschuchiana, Sesleria caerulea-Filipendula hexapetala, Scorzonera humilis-Melampyrum nemorosum, Myrica gale-Schoenus ferrugineus i Pinguicula–Schoenus ferrugineus.

### Oddziaływania międzygatunkowe
Wypas ssaków roślinożernych, zwłaszcza owiec, bydła i koni, ma zróżnicowany efekt dla populacji pierwiosnka omączonego. Z jednej strony zgryzanie kwiatostanów znacząco ogranicza możliwość tworzenia nasion, z drugiej tratowanie wilgotnego gruntu i darni skutkuje tworzeniem optymalnych mikrosiedlisk dla pierwiosnka. Przyziemne rozety liściowe są rzadko zgryzane, czasem są tratowane i przewracane. Rośliny wyrywane są czasem także przez krukowate (ewentualnie uszkadzane są liście), co tłumaczone jest drażnieniem ptaków przez srebrzyście połyskującą dolną stronę liści.
Adaptacją do presji dużych roślinożerców jest rozwijanie się w różnych populacjach okazów o długich, jak i krótkich głąbikach. Uznaje się, że jest to przystosowaniem do zrównoważenia presji różnych czynników ekologicznych. Okazy o dłuższych głąbikach są częściej i łatwiej zapylane, jednocześnie jednak są częściej też zgryzane przez roślinożerców. Okazy o krótszych głąbikach mają kwiaty trudniej dostępne dla zapylaczy, jednak prawdopodobieństwo ich zgryzienia jest mniejsze.
Spośród bezkręgowców uszkodzenia liści powodują ślimaki. Niewiele jest doniesień o żerowaniu na tym pierwiosnku larw owadów. Obserwowano wielożerną zwójkę Falseuncaria ruficilialna żywiącą się owocami i nasionami. Najwyraźniej tylko z tym gatunkiem związany jest jeden z gatunków roztoczy – Epitrimerus farinosus zebrany z dolnej strony liści pierwiosnków omszonych w Szwecji, powodujący ich chlorozę.
Z chorób grzybowych udokumentowano w Anglii porażanie owoców i nasion przez Alternaria sp., a w przypadku populacji w Polsce i Szwajcarii przez Urocystis primulicola Magn.

## Systematyka i zmienność

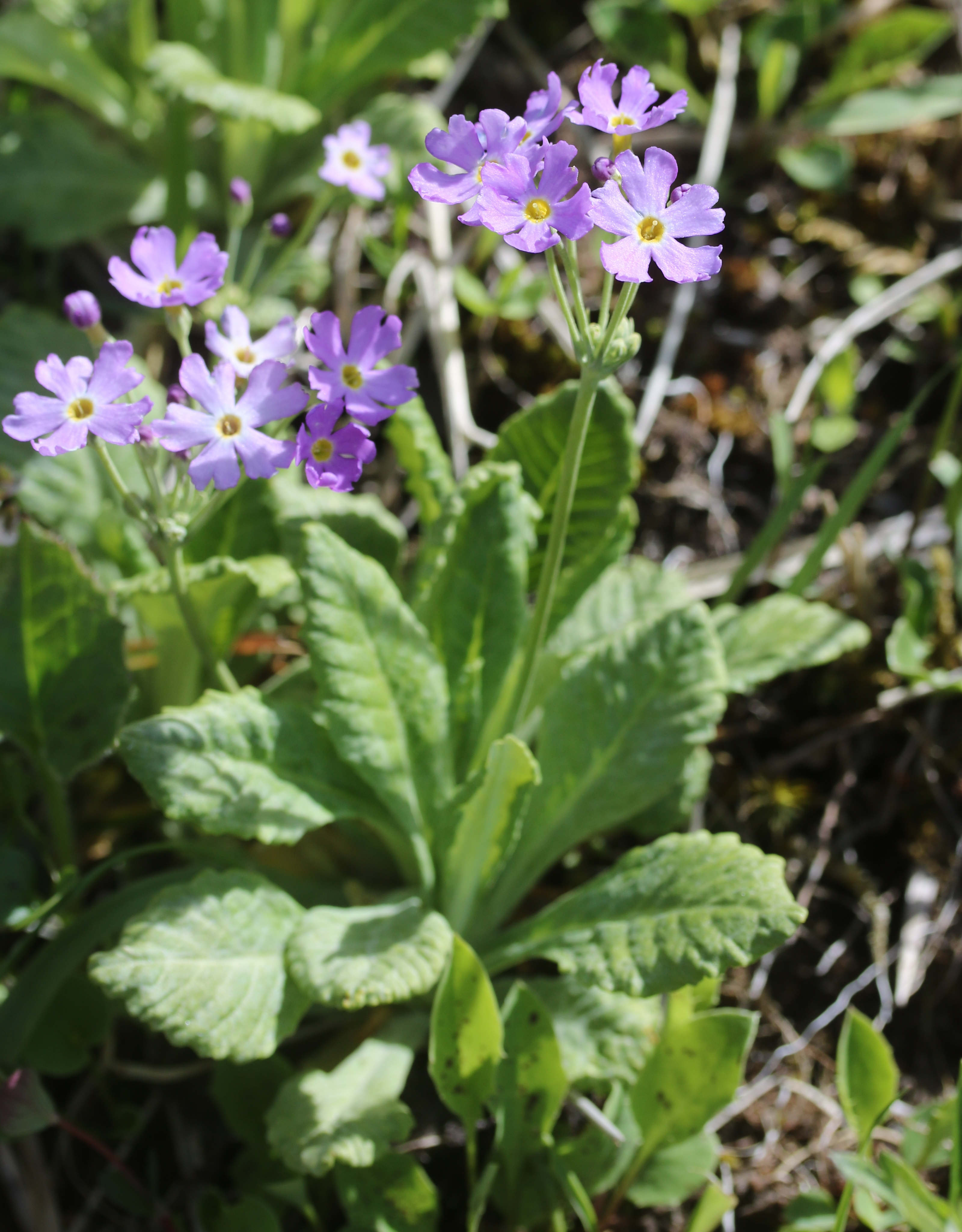
Primula modesta z Japonii (=P. farinosa subsp. modesta)

Gatunek należy do sekcji Aleuritia Duby. Najbliżej spokrewnione są gatunki europejskie: pierwiosnek tracki P. frondosa, Hallera P. halleri i szkocki P. scotica. Zarówno pierwiosnek omączony jak i tracki są diplontami o liczbie chromosomów 2x=18, podczas gdy pierwiosnek Hallera ma liczbę chromosomów 4x, a pierwiosnek szkocki 6x. Z grupą tą spokrewnione są trzy klady zaliczane do tej samej sekcji obejmujące gatunki północnoamerykańskie (P. egaliksensis, P. laurentiana i P. mistassinica), klad południowoamerykański (z jednym gatunkiem – P. magellanica, znanym też pod nazwą synonimiczną jako P. farinosa L. subsp. magellanica (Lehm.) Blasdale) oraz klad okołoatlantycki z kilkoma gatunkami północnoeuropejskimi (P. scandinavica i P. stricta) i północnoamerykańskimi (P. incana).
Klad bazalny w obrębie sekcji tworzą gatunki o zasięgu okołopacyficznym, które w części przynajmniej także były zaliczane do Primula farinosa (P. modesta, P. specuicola, P. alcalina i P. anvilensis). Cała sekcja pochodzi od wspólnego przodka występującego w Azji i należącego lub wspólnego z sekcją Armerina.
W obrębie gatunku opisano następujące podgatunki:
- ssp. farinosa – podgatunek nominatywny, znany z całego zasięgu gatunku,
- ssp. exigua (Velen.) Hayek (syn. P. exigua Velen.) – występujący w górach Bułgarii,
- ssp. alpigena (O. Schw.) Sojak – opisany z Węgier (okolice Balatonu)[12] oraz Alp i Pirenejów[13].

W obrębie gatunku opisano także szereg odmian, wyróżnianych ze względu na zmienność takich cech jak: kolor korony i omączenia, obecność lub brak omączenia na liściach, średnica głąbika i jego wysokość, karłowatość roślin.
Pierwiosnek omączony łatwo krzyżuje się z Primula scandinavica. Udało się go także skrzyżować z endemicznym dla Szkocji pierwiosnkiem szkockim P. scotica.

## Zagrożenia i ochrona
Gatunek nie jest ujęty w załącznikach dyrektywy siedliskowej oraz w Czerwonej księdze gatunków zagrożonych publikowanej przez Międzynarodową Unię Ochrony Przyrody (IUCN). Na wielu obszarach udokumentowane jest jednak wyraźne ustępowanie tego gatunku i w efekcie wymieniany jest w krajowych czerwonych księgach i listach. Jako przyczyny zanikania gatunku wskazuje się zmiany sposobu użytkowania jego siedlisk, w szczególności: zmiany warunków wodnych, nawożenie, podsiewanie mieszankami traw, intensyfikację wypasu. Stwierdzono znaczne zróżnicowanie genetyczne gatunku w różnych obszarach występowania i wynikającą stąd potrzebę ochrony jego lokalnych zasobów genetycznych.
W Polsce roślina objęta jest ścisłą ochroną gatunkową. W Polskiej czerwonej księdze roślin ma status gatunku krytycznie zagrożonego (kategoria zagrożenia CR), według Czerwonej listy roślin i grzybów Polski (2006) jest to gatunek wymierający, krytycznie zagrożony (kategoria zagrożenia E). W wydaniu z 2016 roku otrzymał kategorię CR (krytycznie zagrożony).
Jedyne w Polsce stanowisko tej rośliny zachowane w XXI wieku znajduje się na obszarze Popradzkiego Parku Krajobrazowego i jest objęte ochroną czynną realizowaną przez Regionalną Dyrekcję Ochrony Środowiska w Krakowie i monitoringiem prowadzonym przez Inspekcję Ochrony Środowiska. Lokalna populacja obserwowana i badana jest od 1959 roku. W XX wieku występowało tu wiele roślin tego gatunku, jeszcze w 1989 zarejestrowano tu wiele tysięcy osobników. Po roku 2000 liczebność populacji w różnych latach wahała się od 100 do 346 osobników. Populacja zagrożona jest zmianą warunków środowiska, w szczególności osuszaniem młaki. Potencjalnie zagraża jej także ruch turystyczny oraz patogen (pasożytniczy grzyb Urocystis primulicola udokumentowany był na stanowisku na przełomie lat 60. i 70. XX wieku).

## Zastosowanie i uprawa
Pierwiosnek omączony bywa uprawiany jako roślina ozdobna rabatowa i w ogrodach skalnych. Zalecany jest do masowego rozmnażania w szkółkach bylinowych, m.in. ze względu na łatwość namnażania. Może być uprawiany w 4. strefie mrozoodporności. Wymaga stanowisk słonecznych i gleb przepuszczalnych, nie toleruje stagnowania wód.